# Domenico Ferretti

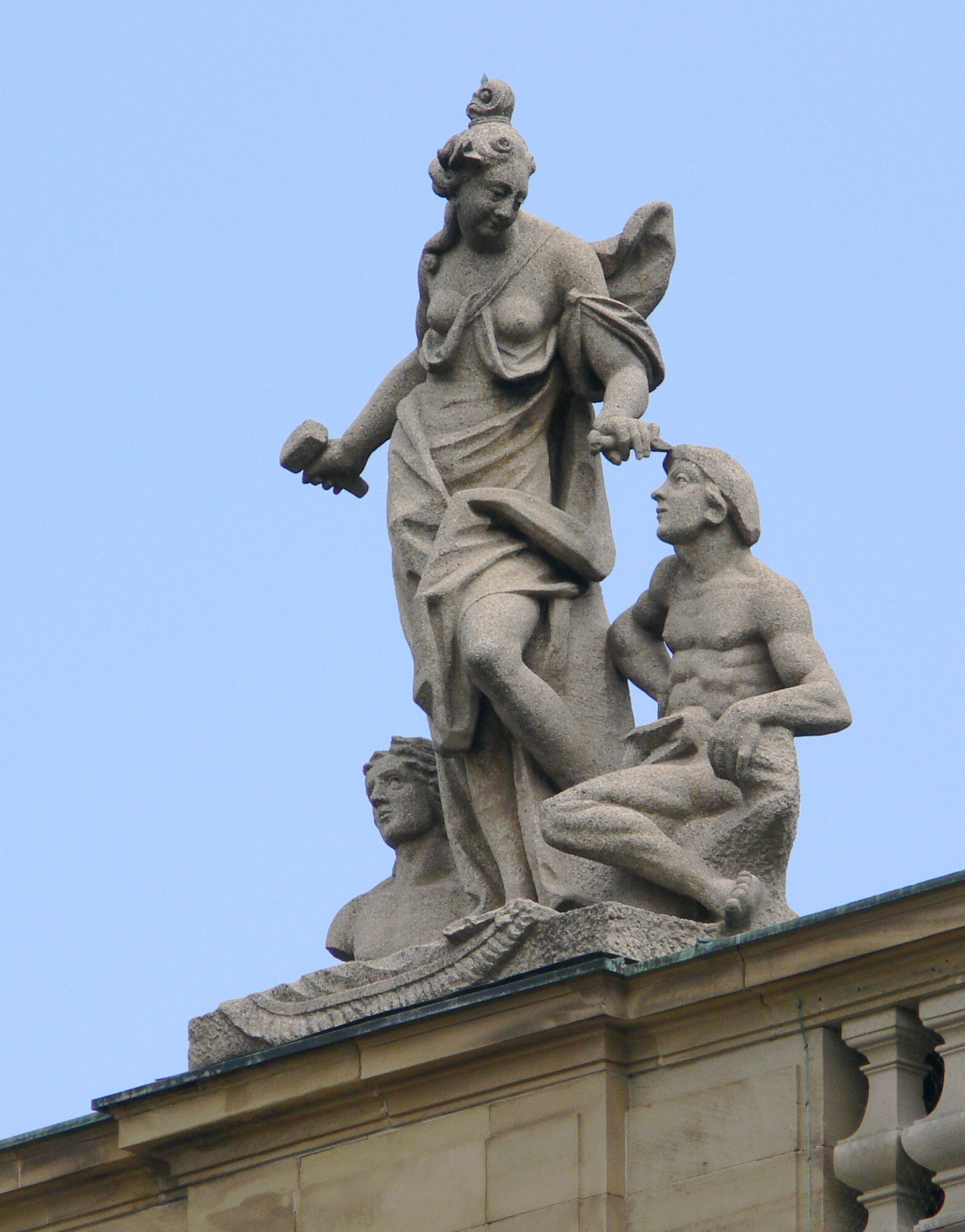
Allegorie der Bildhauerei von Domenico Ferretti, Dachfiguren auf dem Neuen Schloss in Stuttgart.

Domenico Ferretti (* 29. November 1702 in Castiglione d’Intelvi; † 26. Januar 1774 in Stuttgart) war ein italienischer Bildhauer. Ab 1748 arbeitete er für den württembergischen Herzog Carl Eugen, vor allem zur bildhauerischen Ausschmückung des Neuen Schlosses in Stuttgart, seit 1762 als Figurenmodelleur für die Ludwigsburger Porzellanmanufaktur. Der Bildhauer Domenico Ferretti ist nicht zu verwechseln mit dem Maler Giovanni Domenico Ferretti (1692–1768).

## Leben und Werk
Domenico Ferretti wurde 1701 oder 1702 in Castiglione d’Intelvi als Sohn des Bildhauers und Stuckateurs Carlo Ferretti geboren. Der kleine Ort Castiglione liegt zwischen dem Luganersee und dem  Comer See in dem Tal Val d’Intelvi, aus dem viele Künstler und Künstlerfamilien stammen. Auch Domenico Ferretti und sein Vater entstammten einer Familie von Bildhauern, Stuckateuren und Malern.
Domenico Ferretti arbeitete 1734 und 1735 als Bildhauer am Ansbacher Schloss und an der Stiftsbasilika in Ansbachs Nachbargemeinde Herrieden. Bevor er 1748 nach Stuttgart berufen wurde, war er eine Zeit lang in Wien tätig. In Stuttgart führte er die Bildhauerarbeiten am Hauptgiebel, am Gartengiebel und den 59 Dachfiguren des Neuen Schlosses aus, eine Mammutarbeit, die er 1751 vollendete. 1750 schuf er Putten, Trophäen und Hermen für den Umbau des Neuen Lusthauses zum Opernhaus, 1759 zwei Stuckaltäre für die Kirche St. Thekla in Welden und nach 1760 zwei Najadenfiguren für das Seeschloss Monrepos. 1762 bis 1764 war er, wie zuvor schon sein Vater, am Residenzschloss Ludwigsburg tätig, für das er Puttengruppen und Trophäen schuf.

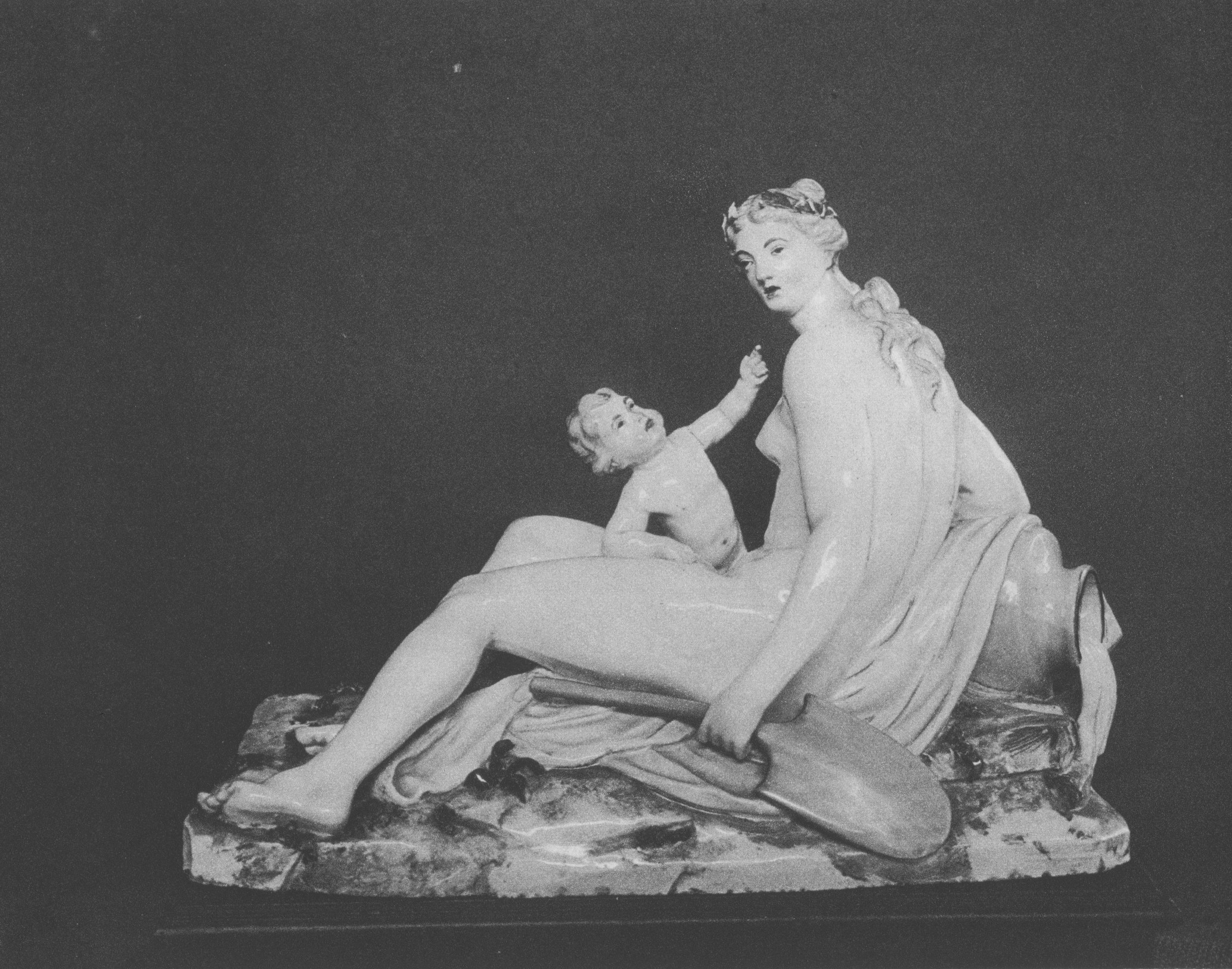
Flussnymphe, Porzellan, um 1765.
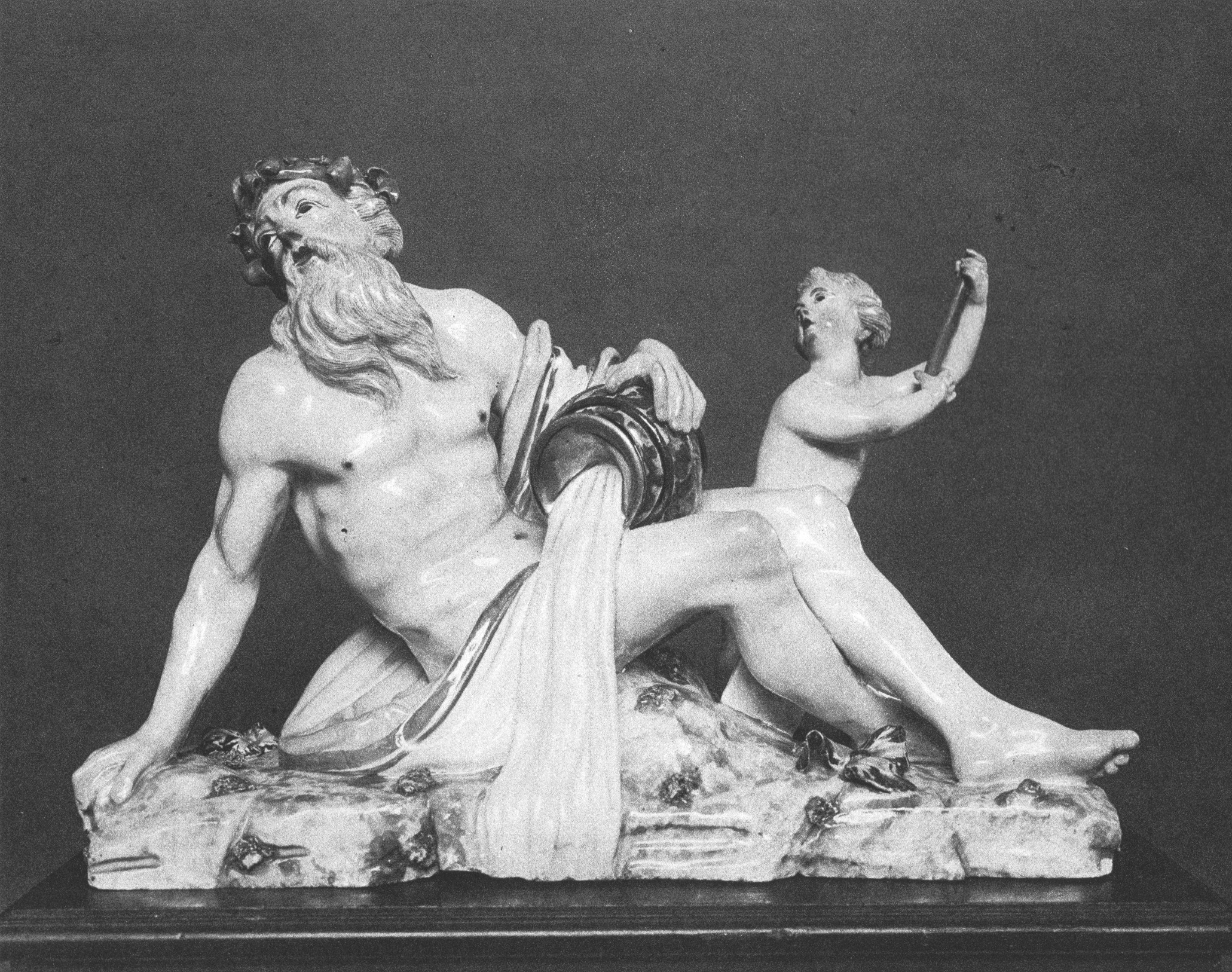
Flussgott, Porzellan, um 1765.

1762 bis 1767 arbeitete Domenico Ferretti als Figurenmodelleur für die Ludwigsburger Porzellanmanufaktur. Es entstanden viele Figuren und Figurengruppen, die an seine bauplastischen Werke für das Neue Schloss und das Ludwigsburger Schloss erinnern, zum Beispiel Flussgötter und mythologische Szenen, oft mit Putten garniert.
Domenico Ferretti war dreimal verheiratet. Aus den Ehen gingen zwei Söhne und eine Tochter hervor. Die schlechte und oft verspätete Bezahlung durch den Herzog brachte Ferretti in finanzielle Schwierigkeiten, die ihn 1767 und 1768 sogar vor Gericht brachten. 1773 reichte er ein Hilfegesuch an den Herzog ein, das jedoch negativ beschieden wurde. Ein Jahr später erlöste ihn der Tod. Er starb am 26. Januar 1774 in Stuttgart.

## Werkverzeichnis
Das Werkverzeichnis enthält nur die bauplastischen Werke Ferrettis. Als Quelle diente das Allgemeine Künstlerlexikon, wenn nicht anders angegeben. Zu den Ludwigsburger Porzellanfiguren Ferrettis siehe den Katalog in Leo Balet: Ludwigsburger Porzellan (Figurenplastik). Stuttgart 1911, S. 96–110.
| Karte mit allen Standorten |
| Klicken Sie in der folgenden Zeile auf OSM, Google oder Bing. Karte mit allen Koordinaten des Abschnitts Liste der Kunstwerke: OSM Es wird eine OpenStreetMap-Karte, eine Google-Maps-Karte oder eine Bing-Maps-Karte mit den Standorten aller Kunstwerke angezeigt. |

| Karte für einen Standort |
| Klicken Sie in der Standortbeschreibung eines Kunstwerks auf das Symbol . Es wird eine OpenStreetMap-Karte mit dem Standort des Kunstwerks angezeigt. |

| Jahr  | Jahr der Entstehung.                         |
| Jahr~ | Ungefähres Jahr der Entstehung.              |
| Jahr– | Entstehung in oder vor dem angegebenen Jahr. |
| Jahr+ | Entstehung ab dem angegebenen Jahr.          |

| Abbildung                  | Jahr      | Ort                               | Beschreibung |
| -------------------------- | --------- | --------------------------------- | --- |
|                            | 1734–1735 | Residenz Ansbach                  | 4 Skulpturen auf den Schilderhäuschen der Südostfassade der Residenz Ansbach: 2 kriegerische Puttengruppen am Haupteingang, 2 Trophäen an den Ecken der Fassade. → Weitere Fotos. |
|                            | 1735      | Stiftsbasilika Herrieden          | Petrusfigur und Putten des Hochaltars der Peter- und Paulskapelle in der Stiftsbasilika Herrieden. |
|                            | 1748–1753 | Neues Schloss Stuttgart           | Hauptgiebel des Neuen Schlosses in Stuttgart. |
|                            | 1748–1753 | Neues Schloss Stuttgart           | Gartengiebel des Neuen Schlosses in Stuttgart. |
|                            | 1748–1753 | Neues Schloss Stuttgart           | 59 Dachfiguren auf den Attikabalustraden des Neuen Schlosses in Stuttgart. Die Figuren sind auf die Fassaden der Kopf- und Mittelbauten des Ehrenhofs verteilt. Sie symbolisieren Krieg und Frieden, Künste und Wissenschaften sowie Handel und Landbau. Standbilder mit einer oder mehreren Personen, oft mit Putten, Puttengruppen und Trophäen, wechseln miteinander ab. |
|                            | 1748–1753 | Mittlerer Schlossgarten Stuttgart | Sandsteinfigur des Flussgotts Rems im Mittleren Schlossgarten in Stuttgart, Kopie der Dachfigur des Flussgotts Neckar links des Giebeldreiecks des Hauptgiebels des Neuen Schlosses in Stuttgart (→ Abbildung). |
|                            | 1748–1753 | Neues Schloss Stuttgart           | 6 Prunkvasen auf dem Dach des Mittelbaus an der Planieseite des Neuen Schlosses in Stuttgart. |
|                            | 1750      | Stuttgart                         | Mit Louis Roger und Franz Hornung: Hermen an der Herzogsloge im 1750 zum Opernhaus umgebauten Neuen Lusthaus, das 1902 abbrannte. |
|                            | 1750      | Stuttgart                         | Putten und Trophäen für die Schlosswache im 1750 zum Opernhaus umgebauten Neuen Lusthaus, das 1902 abbrannte. |
| Nordwand Südwand           | 1759      | St. Thekla (Welden)               | Zwei Stuckaltäre in der Mitte der Langhauswände der Kirche St. Thekla in Welden. Der „Stifteraltar“ an der Nordwand zeigt den knienden Grafen Joseph Maria Fugger von Wellenburg, den Stifter der Kirche, nahezu vollplastisch mit dem Kirchenmodell und der heiligen Thekla, die ihm die Hand auf die Schulter legt. Der „Stiftungsaltar“ an der Südwand zeigt die gräfliche Grabtumba mit dem Bahrtuch, einem Obelisken und zahlreichen Begräbnisemblemen. |
| Linke Najade Rechte Najade | 1760+     | Seeschloss Monrepos               | Zwei Najaden (Kopien) ruhen auf hohen Steinsockeln und einer dicken Plinthe rechts und links der Seetreppe des Seeschlosses Monrepos in Ludwigsburg. Die Körper sind mit den Füßen zum See ausgerichtet. Die linke Najade liegt auf einem Felsen, mit dem Blick zum See und den Körper halb zur Treppe gewendet. Mit dem rechten Arm stützt sie sich auf ein liegendes Gefäß, dessen Boden zur Treppe hin zeigt. Das Haupthaar der Najade ist lang und reichgelockt. Ein Tuch bedeckt ihre Scham, so dass Oberkörper, Bauch und ein Bein nackt bleiben. Die rechte Najade sitzt auf einem hockerartigen Steinwürfel. Ihr Haupthaar ist lang und reichgelockt. Sie wendet dem Vorübergehenden den bis zum Gesäß hinunter nackten Rücken zu. Der rechte Arm der Najade ist zur Hälfte abgebrochen. Ein Tuch bedeckt Hüfte, Scham und ein Bein. Zu Füßen der Najade steht ein nackter Putto frontal zur Treppe. Er wendet seinen Blick hoch zur Najade, die seinen Blick erwidert. Rechts des Hockers steht ein kleiner Wappenschild mit einem Adlersymbol. |
|                            | 1762–1763 | Residenzschloss Ludwigsburg       | Standbild von zwei nackten streitenden Putten auf einem Felsstück, links auf der Balustrade des Vorgartens vor der Gartenfront des Neuen Hauptbaus. |
|                            | 1762–1763 | Residenzschloss Ludwigsburg       | Standbild von zwei nackten streitenden Putten mit zwei Hunden auf einem Felsstück, rechts auf der Balustrade des Vorgartens vor der Gartenfront des Neuen Hauptbaus. |
|                            | 1763–1764 | Residenzschloss Ludwigsburg       | 14 Pfeilerstatuen am Eingang zum vorderen Schlosshof bei der ehemaligen Schlosswache. Die den Eingang flankierenden beiden Hauptpfeiler (Abbildung) tragen jeweils eine Trophäe mit zwei kauernden Gefangenen, Beutekanonen und einem Wappenschild. Je 6 kleinere Pfeiler zu beiden Seiten der Hauptpfeiler tragen Puttengruppen, Einzelstatuen und Trophäen. |